# Sanktuarium Matki Bożej Mrzygłodzkiej w Myszkowie
Sanktuarium Matki Bożej Mrzygłodzkiej w Myszkowie – rzymskokatolicki kościół parafialny pod wezwaniem Wniebowzięcia Najświętszej Maryi Panny mieszczący się w Mrzygłodzie, dzielnicy Myszkowa, najstarsza świątynia w mieście.

## Historia
Świątynia ufundowana i wybudowana przez ówczesnego dziedzica, kasztelana krakowskiego Stanisława Warszyckiego w roku 1683 na miejscu dawnej drewnianej. Budowla jest murowana z kamienia rodzimego, jednonawowa, orientowana z półkoliście zamkniętym prezbiterium, w stylu renesansowo-barokowym. W latach 1712–1736 rozbudowana - od strony północnej dobudowano kaplicę, pw.  Matki Boskiej Różańcowej, ufundowaną przez ówczesnego proboszcza, księdza  Pawła Wegrzynkowskiego. Zbudowana na rzucie prostokąta, o ściętych narożnikach. W XIX wieku świątynię zniszczył pożar, odnowiono ją na początku XX wieku.
Decyzją L. AK. 11/Za/4/Ki/33 z 10 marca 1933 kościół wpisano do rejestru zabytków. Po II wojnie światowej decyzje o wpisie do rejestru zabytków wznawiano.

## Architektura i wyposażenie
W ciągu swego istnienia budowla zatraciła swój charakter architektoniczny. Barokowy ołtarz główny i trzy boczne są w stylu rokokowym, posiadają sklepienie kolebkowe z lunetami, kaplicę przykrywa kopuła z latarnią. Wewnątrz chrzcielnica w stylu barokowym i organy z początku XVIII wieku. Zachowały się lichtarze cynowe z XVII wieku oraz ornaty z tego okresu.

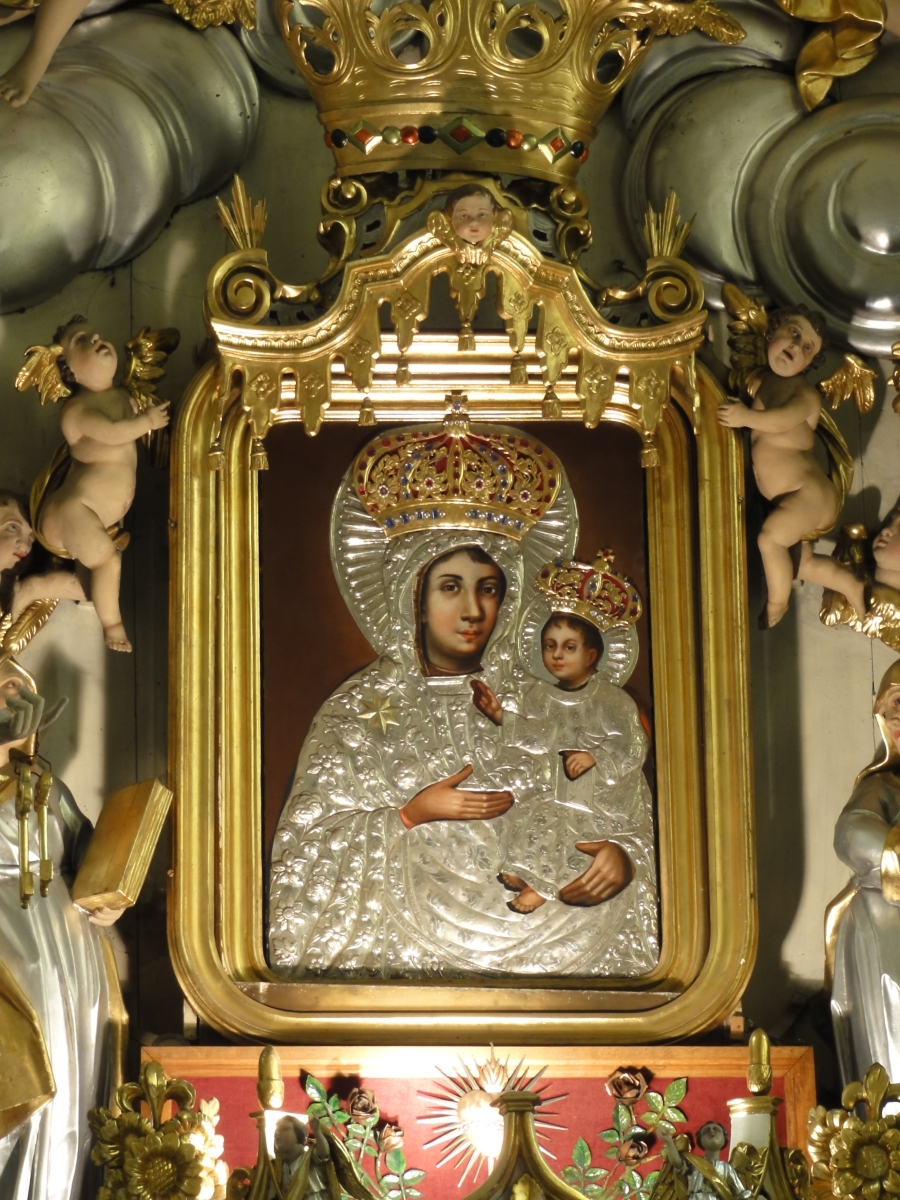
Obraz Matki Bożej Mrzygłodzkiej

## Sanktuarium maryjne
Obraz Matki Bożej Mrzygłodzkiej namalował nadworny artysta malarz starosty sokolnickiego Brinskiego, o nazwisku  Ciszewski w 1804 roku w miejsce zniszczonego, prawdopodobnie w czasie pożaru, otoczonego kultem obrazu Matki Boskiej Różańcowej. W 1986 biskup Stanisław Nowak dokonał renowacji kultu Matki Bożej, a świątynię ogłosił sanktuarium Matki Bożej Mrzygłodzkiej.